# A Final Hit: Greatest Hits
A Final Hit — The Greatest Hits — компіляція лондонського електронного проету Leftfield яка була видана у 2005 році.

## Трек-лист
1. «Release The Pressure» — 3:58
2. «Afro Left» — 7:33
3. «Song of Life» — 7:00
4. «Original» — 4:08
5. «Storm 3000» — 5:47
6. «Open Up» — 3:48
7. «Dusted» — 4:41
8. «Phat Planet» — 5:23
9. «Afrika Shox» — 5:36
10. «Not Forgotten» — 7:37
11. «A Final Hit» — 3:16
12. «Swords» (Feat. Nicole Willis) — 5:08
13. «Shallow Grave» — 4:28
14. «Snakeblood» — 5:39
15. «More Than I Know» — 5:46